# Håvard Bjerkeli
Håvard Bjerkeli (Isfjorden, 5 de agosto de 1977) es un deportista noruego que compitió en esquí de fondo. Ganó una medalla de plata en el Campeonato Mundial de Esquí Nórdico de 2003, en la prueba de velocidad individual.

## Palmarés internacional
| Campeonato Mundial | Campeonato Mundial     | Campeonato Mundial | Campeonato Mundial   |
| Año                | Lugar                  | Medalla            | Prueba               |
| ------------------ | ---------------------- | ------------------ | -------------------- |
| 2003               | Val di Fiemme (Italia) | Medalla de plata   | Velocidad individual |